# Comté de Hernando
Le comté de Hernando (Hernando County) est un comté situé dans l'État de Floride, aux États-Unis. Sa population était estimée en 2020 à 194 515 habitants. Son siège est Brooksville. Le comté a été fondé en 1843 à partir des comtés de Alachua, Hillsborough et Orange et doit son nom à Hernando de Soto, explorateur espagnol.

## Comtés adjacents
- Comté de Citrus (nord)
- Comté de Sumter (est)
- Comté de Pasco (sud)

## Principales villes
- Brooksville
- Weeki Wachee

## Démographie
| Groupe                           | Comté de Hernando | Floride | États-Unis |
| -------------------------------- | ----------------- | ------- | ---------- |
| Blancs                           | 89,5              | 75,0    | 72,4       |
| Afro-Américains                  | 5,1               | 16,0    | 12,6       |
| Autres                           | 2,0               | 3,7     | 6,4        |
| Métis                            | 2,0               | 2,5     | 2,9        |
| Asiatiques                       | 1,1               | 2,4     | 4,8        |
| Amérindiens                      | 0,4               | 0,4     | 0,9        |
| Total                            | 100               | 100     | 100        |
|                                  |                   |         |            |
| Hispaniques et Latino-Américains | 10,3              | 22,5    | 16,7       |

Selon l'American Community Survey, en 2010 89,01 % de la population âgée de plus de 5 ans déclare parler l'anglais à la maison, 6,97 % déclare parler l'espagnol, 0,66 % l'allemand, 0,58 % l'italien, 0,55 % le français et 2,23 % une autre langue.
| 1850 | 1860  | 1870  | 1880  | 1890  | 1900  |
| ---- | ----- | ----- | ----- | ----- | ----- |
| 926  | 1 200 | 2 938 | 4 248 | 2 476 | 3 638 |

| 1910  | 1920  | 1930  | 1940  | 1950  | 1960   |
| ----- | ----- | ----- | ----- | ----- | ------ |
| 4 997 | 4 548 | 4 948 | 5 641 | 6 693 | 11 205 |

| 1970   | 1980   | 1990    | 2000    | 2010    | - |
| ------ | ------ | ------- | ------- | ------- | - |
| 17 004 | 44 469 | 101 115 | 130 802 | 172 778 | - |